# Crupina strum
Crupina strum là một loài thực vật có hoa trong họ Cúc. Loài này được (Moris) Vis. mô tả khoa học đầu tiên năm 1847.